# なんば花月
なんば花月（なんばかげつ）は、かつて大阪府大阪市に存在した吉本興業の演芸専用劇場。
なんばグランド花月（NGK）の前身に当たるが、所在地はNGKと異なり、なんば南海通沿いにあった。

## 概要
第二次世界大戦後の吉本興業は、京都花月、うめだ花月とともに、なんば花月を拠点としていた。
1987年（昭和62年）11月1日のNGKオープン後もしばらく併用されたが、建物老朽化もあり1988年（昭和63年）5月31日に閉館した。
跡地には1990年（平成2年）3月30日にスイング吉本ビルが開業している。

## 沿革
- 1939年（昭和14年）4月1日、大阪市浪速区河原町1丁目（現・中央区難波千日前）に「大阪花月劇場」（通称・大花）が開場。吉本の主力劇場であったが、演芸と言うよりは実演劇場として位置付けられていた[1]。
- 1946年（昭和21年）9月20日、洋画専門館「千日前グランド劇場」として再開場[1]。当初はバラック建てだったが、1953年（昭和28年）12月24日に改築する[1]。
- 1963年（昭和38年）7月1日、「グランドボードヴィル」を謳い文句とした新しい劇場・なんば花月劇場として再開場[1]。朝日放送と優先中継契約を結び、演芸や吉本新喜劇舞台中継などが行われた。
- 1975年（昭和50年）8月9日、地下1階に映画館「花月シネマ」を併設[1]。
- 1988年（昭和63年）5月31日、建物の老朽化となんばグランド花月への統合に伴い閉館。

## 劇場について
- 収容人数は立ち見を含めて約千人程度[注 1] と大規模であった。それでも、1980年前後の漫才ブームでは詰めかける観客が入りきれず、楽屋や舞台袖にまで観客を入れていた。また、出入口が1か所しかなく、芸人も観客も同じ場所から出入りしていた。そのため、公演終了後に劇場の外でお目当ての芸人が出てくるのを待ち受ける観客（現在で言う出待ち）が多く見られた。
- 番組は上席（1 - 10日）・中席（11 - 20日）・下席（21 - 30日）と10日ごとに替わり、1日2回公演が原則ながら日祝日やゴールデンウィーク、夏休みなどは3回公演も行った。入れ替え制はとらなかった。なお、1回目と2回目の出演者は原則同じであったが、出演者に営業の仕事が入っていたり、放送番組の仕事があったりする場合はこの限りではなかった。また、31日がある月はその日だけの特別興行を行った。
- 番組構成は若手芸人から始まり、漫才数組に諸芸が入るといった物。諸芸は落語・漫談・講談・浪曲・手品などで、出番はは併せて1 - 2組程度であった。落語は毎回組まれていたものの、講談や浪曲は滅多に組まれていなかった。中入りに代わる物として「ポケットミュージカルス」という出し物があり、吉本コメディアンのコントと吉本専属歌手の歌を組み合わせたバラエティショウがあった。トリは漫才でも落語でもなく、吉本新喜劇の公演であった。なお、演芸とポケットミュージカルス、吉本新喜劇の合間には一度緞帳が下りていた。
- 吉本新喜劇の演目はうめだ花月、京都花月とは異なるものを掛けていた。これはうめだ花月の舞台中継が毎日放送で行われていたのに対し、なんば花月の舞台中継は朝日放送で行われていたため、内容が重複しないように配慮したものである。
- 劇場運営は吉本興業が採用した進行係が行い、東京の寄席の様に噺家の前座が行うようなことはなかった。また、角座と異なりお茶子が舞台に上がることもなく、落語のセッティングなどもすべて進行係が行った。
- 落語の場合、下座音楽は噺家の前座や下座専門の囃子方が行うのではなく、テープで代用した。また舞台上には可動式の赤毛氈を貼り合わせた大きな落語用の台座が置かれ、噺家はそこに登って口演した。なお、見台は置かなかった。
- 当時舞台の出演者の表示には、めくりが使われていた（現在は舞台後方にあるスクリーンに表示もしくは、舞台横の壁に看板が設置される）。この「めくり」は、芸人が落書きをしたりしており、その多くを河内家菊水丸が所持している。
- 日本芸能界初のプロ和太鼓集団であった「王将太鼓」の「なんば花月」における舞台初日は、1966年（昭和41年）5月1日である。（関連人物：高山正行）

## 主な出演者

### 漫才
- 阿吾寿朗・今日規汰代
- 新谷のぼる・泉かおり
- 今いくよ・くるよ
- 歌メリ・マリ
- 大木こだま・ひびき
- オール阪神・巨人（オール阪神、オール巨人）
- おかけんた・ゆうた
- コメディNo.1（坂田利夫、前田五郎）
- ざっと31（ヤマト、テント）
- ザ・ぼんち（ぼんちおさむ、里見まさと）
- 島田洋之介・今喜多代
- 紳助・竜介（島田紳助、松本竜介）
- 清水圭・和泉修
- 人生幸朗・生恵幸子
- 太平ひろみ・太平かつみ（太平ひろみ、かつみ）
- 太平サブロー・シロー（大平サブロー、大平シロー）
- ダウンタウン（松本人志、浜田雅功）
- Wヤング（平川幸雄、中田治雄）（平川幸男、佐藤武志）
- チャンバラトリオ
- トミーズ（トミーズ健、トミーズ雅）
- 中田カウス・ボタン（中田カウス、中田ボタン）
- 中田ダイマル・ラケット（中田ダイマル、中田ラケット）
- ハイヒール（ハイヒールモモコ、ハイヒールリンゴ）
- B&B（島田洋七、島田洋八）
- 銀次・政二
- 非常階段（シルク、ミヤコ）
- 二葉由紀子・羽田たか志
- 前田一球・写楽（前田一球、前田写楽）
- まるむし商店
- 宮川大助・花子
- 西川のりお・上方よしお（西川のりお、上方よしお）
- ヤンキース（セイキ、タツヤ）
- 横山やすし・西川きよし（横山やすし、西川きよし）
- 若井小づえ・みどり（若井小づえ、若井みどり）
- 岡田東洋・小菊
- 山和なる緒･松本さん吉
- 一輪亭花蝶・松原勝美
- 浅田家寿郎･守住田鶴子
- 浪花松枝・花柳つばめ
- タイヘイ歌夫･洋子
- 秋山右楽・左楽
- 泉スナップ・中田チャック
- 星ギン子・ララ子
- 花園ベティ・江美領一
- 松葉家奴・浜お龍
- 秋田Aスケ・Bスケ
- 浅草四郎・岡八郎
- 西都ハロー・ジロー
- 漫画トリオ
- おぼんこぼん※東京より来演

### 落語
- 桂小文枝（後の5代目桂文枝、以下文枝一門）
- 桂小春団治（後の2代目露の五郎兵衛）
- 2代目笑福亭松之助（以下松之助一門）
- 5代目笑福亭枝鶴
- 笑福亭仁鶴（以下仁鶴一門）
- 月亭可朝（以下月亭一門）
- 露の都
- 林家市染（後の4代目林家染語楼）
- 4代目林家小染
- 林家染二（後の4代目林家染丸）

### ショウ
- 三人奴
- ザ・ダッシュ
- ザ・パンチャーズ（Mr.オクレほか）
- 東洋朝日丸・日出丸
- わんぱくボーイズ
- あひる艦隊
- ぴんからトリオ
- 中山礼子・八多恵太
- 灘康次とモダンカンカン ※東京より来演

### 漫談
- 明石家さんま
- 滝あきら
- 村上ショージ
- 翠みち代
- 桃山こうた

### 奇術
- 一陽斎蝶一
- 松旭斎小天正
- 松旭斎天正
- 堀ジョージ
- マジック中島&ひろみ[2]
- ジョージ多田&リンダ藤本
- ワンダー天勝
- ワンダーのり子

### 音頭・浪曲・講談・その他
- 川上のぼる
- 河内家菊水丸
- 木川かえる
- 京山福太郎（後の2代目京山幸枝若）
- ザ・ローラーズ
- 中山恵津子
- 隼ブラザース
- マジカルたけし
- 鉄砲博三郎
- 河内光博
- シティボーイズ※東京より来演
- コント赤信号※東京より来演
- 栗田貫一※東京より来演
- アゴ&キンゾー※東京より来演
- 東京バッテリー工場※東京より来演